# Greg Dennis
Gregory Allen Dennis, detto Greg (28 marzo 1969), è un ex cestista statunitense.

## Carriera
Con gli Stati Uniti ha disputato i Campionati americani del 1989.